# جتگو استرالیا
جتگو استرالیا (به انگلیسی: JETGO Australia) یک شرکت هواپیمایی با کد یاتا JG است که در تاریخ ۲۰۱۱ میلادی تأسیس شده است. دفتر مرکزی جتگو استرالیا در بریزبن، استرالیا واقع شده‌است و قطب این شرکت هواپیمایی در فرودگاه بریزبن قرار دارد و به ۶ مقصد، پرواز انجام می‌دهد.